# Vladimir Popov (halterófilo)
Vladimir Popov (Cahul, URSS, 23 de enero de 1977) es un deportista moldavo que compitió en halterofilia.
Ganó una medalla de bronce en el Campeonato Europeo de Halterofilia de 2001, en la categoría de 62 kg. Participó en dos Juegos Olímpicos de Verano, en los años 1996 y 2000, ocupando el séptimo lugar en Sídney 2000, en la misma categoría.

## Palmarés internacional
| Campeonato Europeo | Campeonato Europeo   | Campeonato Europeo | Campeonato Europeo |
| Año                | Lugar                | Medalla            | Categoría          |
| ------------------ | -------------------- | ------------------ | ------------------ |
| 2001               | Trenčín (Eslovaquia) | Medalla de bronce  | 62 kg              |